# Осинівська сільська рада (Новопсковський район)
| Осинівська сільська рада — колишній орган місцевого самоврядування у Новопсковському районі Луганської області з адміністративним центром у с. Осинове. Історична дата утворення: в 1943 році. Водоймища на території, підпорядкованій даній раді: річка Айдар. Сільській раді підпорядковані населені пункти: - с. Осинове - с. Ікове - с. Макартетине - с. Тев'яшеве - с. Хворостяне |

## Склад ради
Рада складається з 16 депутатів та голови.

### Керівний склад ради
| ПІБ                         | Основні відомості                                                         | Дата обрання | Дата звільнення |
| --------------------------- | ------------------------------------------------------------------------- | ------------ | --------------- |
| Гапотченко Олег Миколайович | Сільський голова, 1970 року народження, освіта, безпартійний              | 26.03.2006   | 31.07.2008      |
| Птушко Інна Миколаївна      | Сільський голова, 1976 року народження, освіта, член Партії регіонів      | 30.11.2008   | 31.10.2010      |
| Птушко Інна Миколаївна      | Сільський голова, 1976 року народження, освіта вища, член Партії регіонів | 31.10.2010   |                 |

Примітка: таблиця складена за даними джерела